# Ganna
Ganna község Veszprém vármegyében, a Pápai járásban.

## Fekvése
Ganna Veszprém vármegye középső részén, Pápától kb. 12 kilométerre délkeletre terül el a Bitva-patak partján. Két, egymástól némileg elkülönülő településrésze Nagyganna és az attól kissé északabbra elterülő, nevéhez híven valóban kisebb területen fekvő Kisganna.

### Megközelítése
Kisganna több irányból is megközelíthető, mivel közelebb fekszik a járásszékhely Pápához. Északnyugat-délkeleti irányban a 8409-es út halad át a községrész északi szélén, a városhoz csatolt Tapolcafő déli része és a 83-as főút felől pedig a 84 102-es számú mellékúton érhető el. Nagyganna településrész viszont zsáktelepülésnek tekinthető, mert egyetlen közúti megközelítési lehetőségét a 84 102-es út kínálja. [Szilárd burkolat nélküli útvonalon elérhető Bakonypölöske északi része felől is.]
Vasúton nem lehet megközelíteni; a legközelebbi vasúti csatlakozási lehetőség a Győr–Celldömölk-vasútvonal és a Pápa–Csorna-vasútvonal (illetve a már megszűnt Környe–Pápa-vasútvonal) közös szakaszának Pápa vasútállomása, mintegy 15 kilométerre északra.

## Története
Ganna Árpád-kori település. A falu első említése egy 1171-es oklevélben található, amikor a Szent Mauríciusz Monostornak adományozták. Később 1373-ban az apátsági birtokot Pál apát a Himfy család egyik tagjának, Himfy Benedeknek adta bérbe, ezután a bérlet 71 éven keresztül a Himfyeké maradt, de közben Zsigmond királytól vásárjogot is kapott a falu.
Ganna 1543-ig maradt az apátság tulajdona, mely ekkor elzálogosította a birtokot devecseri Csoron Andrásnak. A török időkben lakatlanná vált, 1552-ben faluhely-pusztaként került a pápai Esterházy család birtokába. 1724-ben azonban egykori tulajdonosa, a bakonybéli apát ismét igényt tart e birtokra, de az Esterházy család tagjai: gróf Esterházy Ferenc és Károly nevű fia 1748-ban az elnéptelenedett Kisganna nevű településrészre 1752-ben Bajorországból, a Badeni őrgrófságból hoztak telepeseket, majd Stájerországból németeket, Burgenlandból elnémetesedett horvátokat telepítettek le itt.
A mai település 1940-es években keletkezett Nagy- és Kisganna egyesítéséből. A második világháború után 1946-ban, majd 1948-ban több száz embert telepítettek ki a községből Németországba, Drezda, Karlsruhe környékére.

## Közélete

### Polgármesterei
- 1990–1994: Vesztergom József (független)[3]
- 1994–1998: Vesztergom József (független)[4]
- 1998–2002: Vesztergom József (független)[5]
- 2002–2006: Vesztergom József (független)[6]
- 2006–2010: Vesztergom József (független)[7]
- 2010–2014: Vesztergom József[8]
- 2014–2019: Nagy Ottó (független)[9]
- 2019–2024: Nagy Ottó (független)[10]
- 2024– : Nagy Ottó (független)[1]

## Népesség
A település népességének változása:
| Lakosok száma | 231  | 234  | 235  | 206  | 248  | 261  | 258  |
|               | 2013 | 2014 | 2015 | 2021 | 2022 | 2023 | 2024 |

A 2011-es népszámlálás során a lakosok 95,4%-a magyarnak, 62,9% németnek, 0,4% cigánynak, 0,4% románnak, 0,4% ruszinnak, 0,4% ukránnak mondta magát (1,3% nem nyilatkozott; a kettős identitások miatt az végösszeg nagyobb lehet 100%-nál). A vallási megoszlás a következő volt: római katolikus 78,1%, református 10,5%, evangélikus 5,1%, felekezeten kívüli 0,8% (5,5% nem nyilatkozott).
2022-ben a lakosság 83,5%-a vallotta magát magyarnak, 30,2% németnek, 0,4% cigánynak, 2,8% egyéb, nem hazai nemzetiségűnek (11,7% nem nyilatkozott; a kettős identitások miatt a végösszeg nagyobb lehet 100%-nál). Vallásuk szerint 50,4% volt római katolikus, 5,2% református, 4,4% evangélikus, 2,4% egyéb katolikus, 1,2% felekezeten kívüli (36,3% nem válaszolt).

## Légifotó-galéria

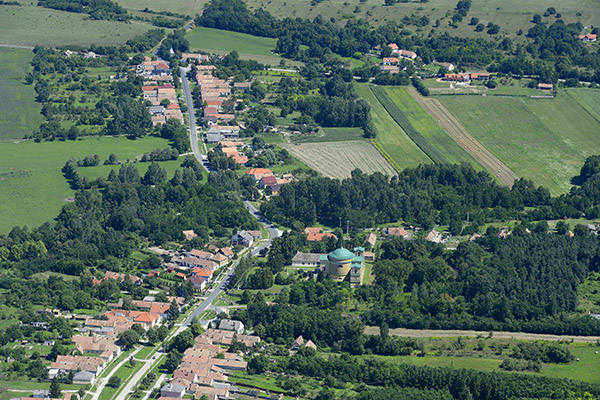
Ganna, légi felvétel
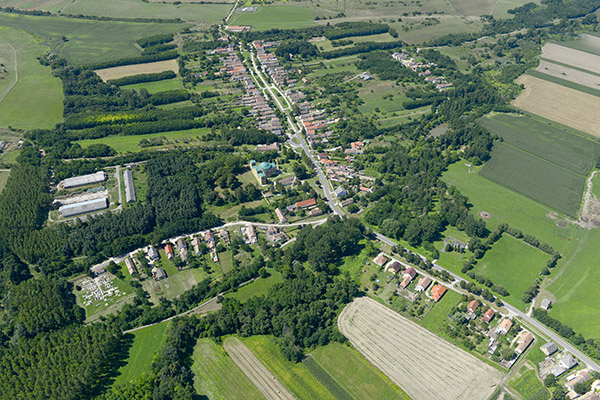
Ganna látképe madártávlatból
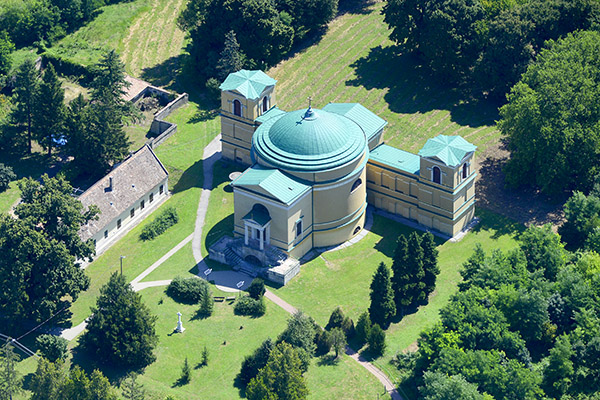
Szent Kereszt felmagasztalása plébániatemplom és mauzóleum, légi fotó
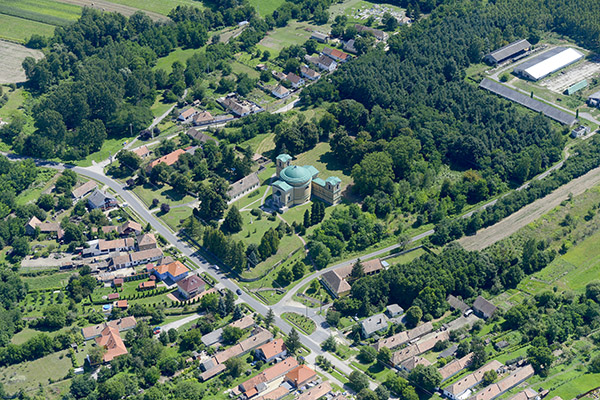
Ganna temploma a levegőből

## Nevezetességei

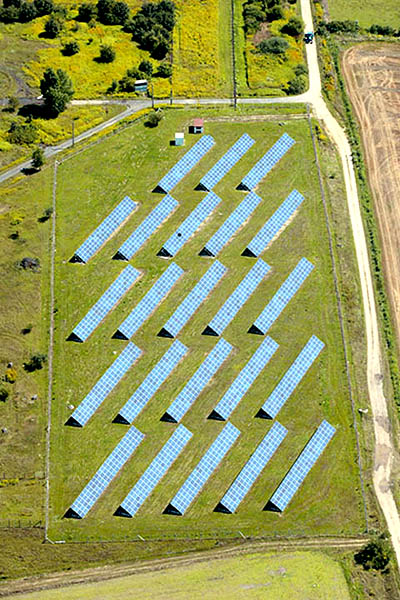
Gannai napelempark

- Szent Kereszt felmagasztalása plébániatemplom, melynek altemploma az Esterházy család hagyományos temetkezési helye (mauzóleum), itt helyezték nyugovóra sok más családtag mellett Esterházy Péter írót is, 2016. augusztus 2-án.[13]
- Szent Vendel-kápolna
- Kivándorlási kereszt
- Szentháromság-szobor
- Napelem park